# Чуйко, Николай Кузьмич
Николай Кузьмич Чуйко (род. 1930 год) — бригадир слесарей-монтажников Волгоградского монтажно-наладочного управления треста «Спецэлеватормельмонтаж». Герой Социалистического Труда (1990).
Указом № УП — 1193 Президента СССР Михаила Сергеевич Горбачёва «О присвоении звания Героя Социалистического Труда тов. Чуйко Н. К.» от 14 декабря 1990 года «за выдающиеся производственные достижения, разработку и внедрение передовых методов сооружения объектов сельского строительства» удостоен звания Героя Социалистического Труда с вручением ордена Ленина и золотой медали «Серп и Молот».